# Ctenosaura oedirhina
Ctenosaura oedirhina es una especie de reptil del género Ctenosaura.
Es endémica de la isla hondureña de Roatán. Su hábitat natural son los bosques secos y manglares, está en peligro de extinción por la perdida de hábitat.